# Анджануманелача
Анджануманелача (на малгашки: Andranomanelatra) е община (каоминина) в Мадагаскар, провинция Антанариву, регион Вакинанкарача, окръг Анцирабе II. Населението на общината през 2001 година е 29 998 души.